# تيري لين كارينغتون
تيري لين كارينغتون (بالإنجليزية: Terri Lyne Carrington)‏ هي مغنية وعازفة الجاز وطبالة أمريكية، ولدت في 4 أغسطس 1965 في ميدفورد في الولايات المتحدة.

## وصلات خارجية
- الموقع الرسمي
- تيري لين كارينغتون على موقع ميوزك برينز (الإنجليزية)
- تيري لين كارينغتون على موقع أول ميوزيك (الإنجليزية)
- تيري لين كارينغتون على موقع ديسكوغز (الإنجليزية)